# Aeonium pseudohawbicum
Aeonium pseudohawbicum är en fetbladsväxtart som beskrevs av A. Banares. Aeonium pseudohawbicum ingår i släktet Aeonium och familjen fetbladsväxter. Inga underarter finns listade i Catalogue of Life.